# 亚硫酸亚铁
亚硫酸亚铁是一种无机化合物，化学式为FeSO3。它可由碘化亚铁和四甲基焦亚硫酸铵（(Me4N)2S2O5）在丙酮中反应制得；它的三水合物可由硫酸亚铁和亚硫酸钠反应，将沉淀置于饱和二氧化硫的水溶液中加热制得。它在真空或氮气下于210 °C分解，生成硫酸亚铁、四氧化三铁、二硫化亚铁和二氧化硫。